# Kościół św. Marcina w Bremie
Kościół św. Marcina w Bremie (niem. St.-Martini-Kirche, dolnoniem. Sunte Marten) – kościół ewangelicko-reformowany położony na Starym Mieście w Bremie tuż nad brzegiem Wezery przy nadbrzeżu zwanym Schlachte.
Należy do najstarszych kościołów Bremy. W przeciwieństwie do katedry i kościoła Najświętszej Maryi Panny wzniesiony został z cegieł w stylu gotyckim.
W 1944 został mocno zniszczony. Odbudowany po wojnie.

## Historia parafii

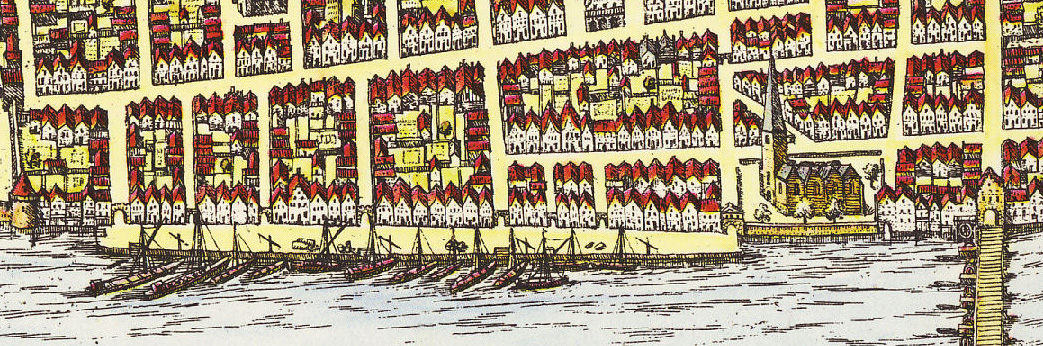
Fragment miedziorytu Fransa Hogenberga z ok. 1598, przedstawiający Bremę nad Wezerą: u dołu po prawej – kościół św. Marcina.

Początki kościoła i parafii św. Marcina sięgają skarg części mieszczan XII-wiecznej, liczącej wówczas od 10000 do 15 000 mieszkańców Bremy na niedostateczną posługę duszpasterską, której przyczyna miała związek z budową murów miejskich pod koniec XII w. Położone wówczas na zachód od dzisiejszego Marktplatz wzgórze Steffenberg z parafią św. Stefana pozostało poza murami a parafia ta straciła na pewien czas znaczenie. Jedynym kościołem parafialnym wewnątrz murów miejskich miasta stała się wówczas kaplica św. Wita (późniejszy kościół Najświętszej Maryi Panny); nie była jednak ona w stanie pomieścić wiernych podczas nabożeństw ani też nie mogła zapewnić należytej opieki duszpasterskiej.
31 lipca 1227 papież Grzegorz IX nakazał arcybiskupowi Bremy Gebhardowi II zur Lippe usunąć zaistniałe niedociągnięcia, co doprowadziło w 1229 do nowego wyznaczenia granic parafii. Obok parafii kościoła Najświętszej Maryi Panny (Mariackiego) powstały dwie nowe parafie: św. Ansgara i św. Marcina.
Po raz pierwszy parafia św. Marcina jest wzmiankowana jako samodzielna jednostka administracyjna właśnie w dokumentach z 1229; na jej patrona został wybrany pochodzący z terenu dzisiejszej Francji święty Marcin z Tours (ok. 316–397), który w 375 został biskupem Tours a później bohaterem narodowym Franków.
Zbudowana następnie poza murami miejskimi kaplica św. Marcina służyła marynarzom i podróżującym kupcom dając im możliwość (również po zamknięciu bramy miejskiej wejścia do świątyni i wysłuchania mszy św.
Tak oto kaplica (a wkrótce kościół) św. Marcina stała się przez kolejne stulecia kościołem kupców. Mieli oni tu swój własny ołtarz, a także własną siedzibę w należącym do wspólnoty parafialnej budynku Schütting.

## Historia i architektura kościoła

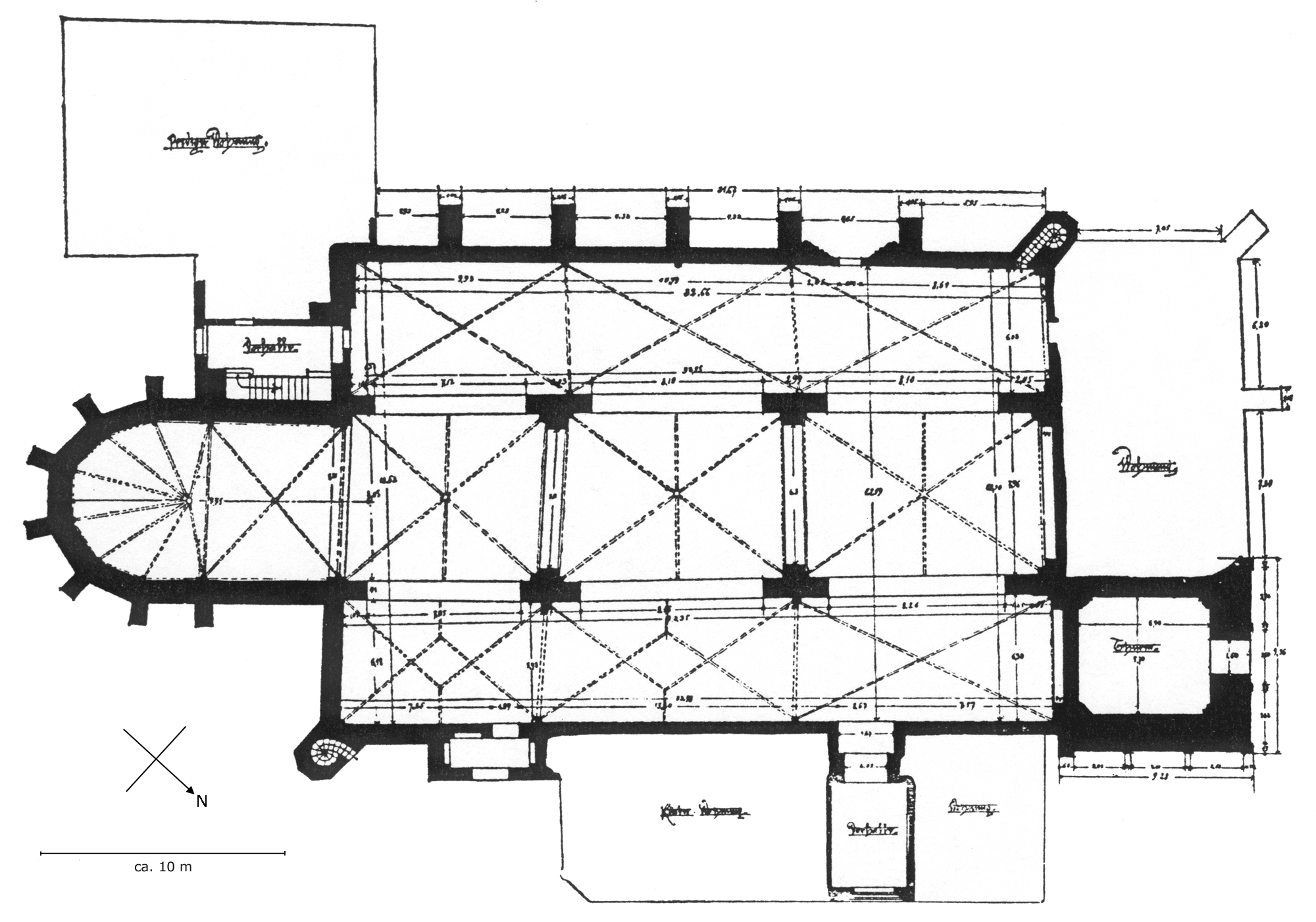
Rzut przyziemia kościoła z czasów jego przebudowy na kościół halowy (przeł. XIII/XIV w.).

Najwcześniejszy kościół św. Marcina był ceglaną, trójnawową bazyliką. Zewnętrzna długość nawy środkowej wynosiła 38,60 m a szerokość 24,50 m; był to więc najmniejszy kościół parafialny Bremy. Na romańskim planie miały zostać dobudowane dwie wieże przed nawami bocznymi lub jedna wieża przed nawą środkową. Wybudowano ostatecznie tylko jedną wieżę przed nawą północną, być może z powodu trudności w założeniu fundamentu w mulistym podłożu utworzonym przez piasek napływowy niesiony przez, nieistniejący już dziś, dopływ Wezery, Balge, który wówczas odcinał zakolem teren kościoła od reszty miasta. Grząski i chwiejny grunt był powodem, że kościół posadowiono na dębowych palach aby zapewnić stabilność podłoża. Pomimo tego kościół był wielokrotnie narażony na ryzyko zawalenia się. Przyczyniało się do tego również nieumocnione nadbrzeże, przy którym stał; ono to sprawiało, iż podczas wylania rzeki i powodzi wielokrotnie dochodziło do zalania posadzki kościoła, i to pomimo iż kilkakrotnie podnoszono jej poziom.
W 1371 zbudowano w pobliżu specjalne mury oporowe, ale i one nie okazały się skuteczną zaporą przeciwko kaprysom natury.
Sytuację zmieniła dopiero regulacja Wezery w latach 1887–1892 i zasypanie Balge.
Po widocznych spoinach między wieżą a nawą północną, ciągnących się na całej wysokości aż do gruntu rozpoznać można, iż wieża została dobudowana później. Jej monumentalna struktura przedstawia zaawansowaną formę gotycką a trzon nie zawiera już żadnych elementów romańskich.
Wieża ma obecnie, łącznie z mierzącym ok. 3,5 m wiatrowskazem wysokość 62 m i szerokość 9 m. Zegar wieżowy znajduje się na wysokości 33 m (licząc do środka cyferblatu).

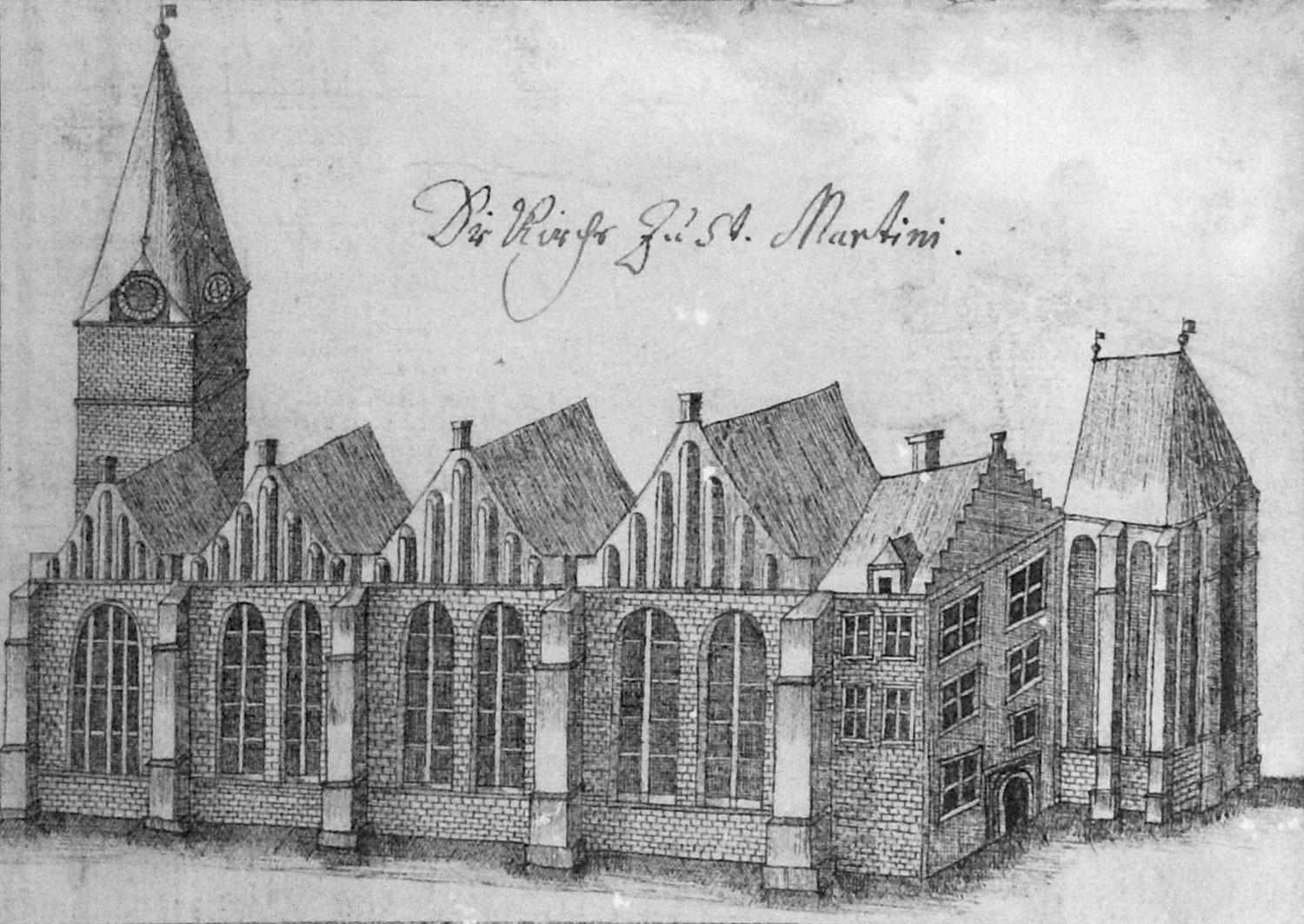
Kościół św. Marcina ok. 1734.

Całkowita długość kościoła, wliczając dobudowany dom parafialny, wynosi ok. 60 m a szerokość ok. 31 m.
W okolicach wieży znajdują się najstarsze fragmenty świątyni, sięgające początków XIII w. W 1384 przebudowano dotychczasową bazylikę na kościół halowy. Zbudowanie od wschodu misternego prezbiterium z bogatym wystrojem plastycznym zakończyło proces budowy świątyni gotyckiej.
W przedniej części nawy południowej zachowało się zaznaczenie poziomu wody wewnątrz kościoła podczas jednej z powodzi (marzec 1881), jakie ją nękały w przeszłości. W następstwie wspomnianej już regulacji Wezery w latach 1887–1892 doszło do obniżenia poziomu wód gruntowych, co usunęło wprawdzie groźbę zalania w wypadku wylewu rzeki, ale nie wpłynęło istotnie na wzrost stabilności miejsca, na którym znajdował się kościół.
5 października 1944 podczas nocnego bombardowania kościół został mocno zniszczony. Wszystkie dachy, prawie wszystkie cenne sklepienia krzyżowe i szczyty od strony Wezery legły w gruzach. Również hełm wieży i dzwony nie wytrzymały naporu burzy ogniowej będącej następstwem bombardowań. Pozostały tylko wypalone kikuty mury zewnętrznych świątyni.
12 stycznia 1952 rozpoczęła się odbudowa, którą wspierał również rząd landu Brema. Po ponad ośmiu latach, 17 grudnia 1960, kościół został uroczyście konsekrowany. Nie zostały jednakże zrekonstruowane drewniane empory i stalle po stronie północnej, wywierające niegdyś korzystny wpływ na akustykę wnętrza, dlatego współcześnie do poprawienia słyszalności używa się urządzeń nagłaśniających.

## Wyposażenie
Do najcenniejszych elementów wyposażenia kościoła należą dziś te wszystkie przedmioty, które w czasie wojny udało się wynieść z płonącego wnętrza i zmagazynować w bezpiecznym miejscu. Należy do nich zwłaszcza zachowany z najdrobniejszymi detalami i pierwotną kolorystyką prospekt organowy, drewniana ambona z bogatą snycerką i oba XVII-wieczne żyrandole.
Przezroczyste pierwotnie okna zostały podczas odbudowy wymienione na barwne. W okna: św. Marcina w nawie północnej, osiem okien w prezbiterium i tzw. wysokie okno w ścianie południowej zostały wstawione witraże, dzieło bremeńskiej artystki Elisabeth Steineke (zm. 2003). Tzw. okna herbowe (niem. Wappenfenster) w nawie południowej otrzymały nową formę za sprawą pochodzącego z Worpswede artysty Wernera Rohde (zm. 1990).

### Ambona

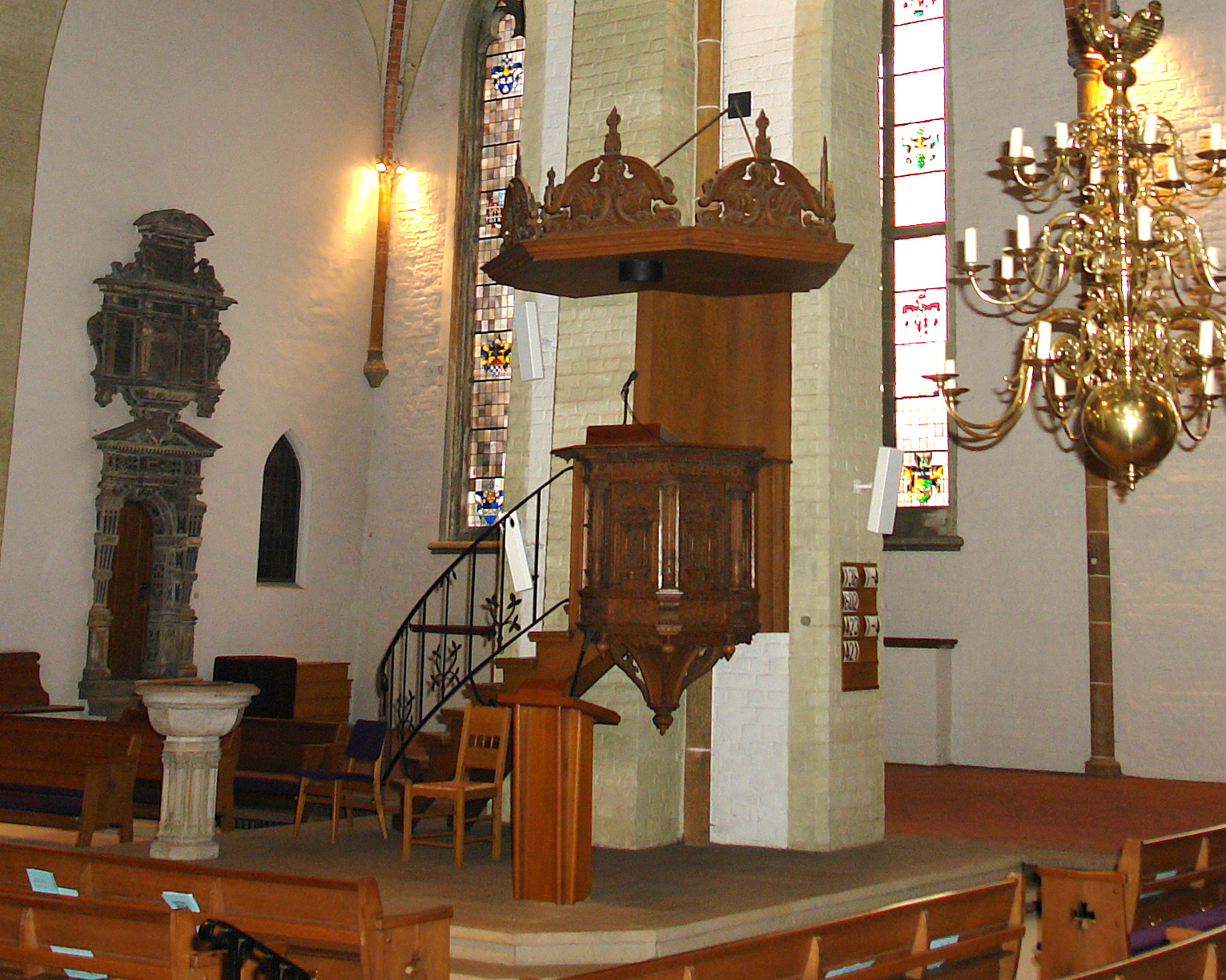
Ambona. Na lewo portal prowadzący do domu Neandera.

Ambona to drogocenny, zachowany do dziś element późnośredniowiecznego wyposażenia kościoła. Z dawnych dokumentów rachunkowych wynika, iż „de nie predichstoel” (nowa ambona – w jęz. dolnoniem.) powstała w 1597 w warsztacie bremeńskiego snycerza Hermena Wulffa. Dzieło pochodzi więc ze „złotych czasów Bremy”. Temu przełomowemu w swych dziejach okresowi (XVI–XVII w.) zawdzięcza miasto wiele swych jeszcze dziś istniejących dzieł sztuki. Hermen Wulff wymieniony jest po raz pierwszy w dokumentach w 1583, a w następnych dziesięcioleciach jego nazwisko występuje już często w księgach rachunkowych miejskiego ratusza i kościoła św. Marcina.
Program ikonograficzny bocznych powierzchni bogato zdobionego kosza ambony, przedzielonych czterema kolumienkami ukazuje trzy cnoty kardynalne: roztropność, sprawiedliwość i męstwo i dwie cnoty teologiczne: miłość i nadzieję przedstawionych jako niewielkie figuralne płaskorzeźby w wyszukanych pozach. Górne części paneli są udekorowane główkami aniołków i kiściami owoców. Subtelność roboty snycerskiej została ukryta z upływem czasu pod wieloma warstwami farby i złoceń. Po usunięciu tych nawarstwień powierzchnia drewna została na nowo pokryta farbą.
Podczas generalnej renowacji wnętrza kościoła w 1980 ambona została ustawiona ponownie pośrodku nawy; otrzymała też nowe schody. Części pierwotnych schodów, wykonanych w 1601 przez Hermena Wulffa zostały wmontowane w nowe, spiralne schody prowadzących na emporę organową. Z daszka akustycznego, mającego wcześniej kształt korony, zachowano tylko pięć wieńczących go detali ornamentowych, dzieła snycerskiego z późnego baroku.

### Organy
Wzmianki o pierwszych organach w kościele św. Marcina pochodzą z ok. 1563. W 1603 holenderski zakład organmistrzowski Martena de Mare otrzymał zadanie renowacji organów. Dodany został jeden manuał a dyspozycja poszerzona o kilka głosów. Natomiast Hermenowi Wulffowi powierzono w latach 1603–1604 wykonanie nowej obudowy organów.

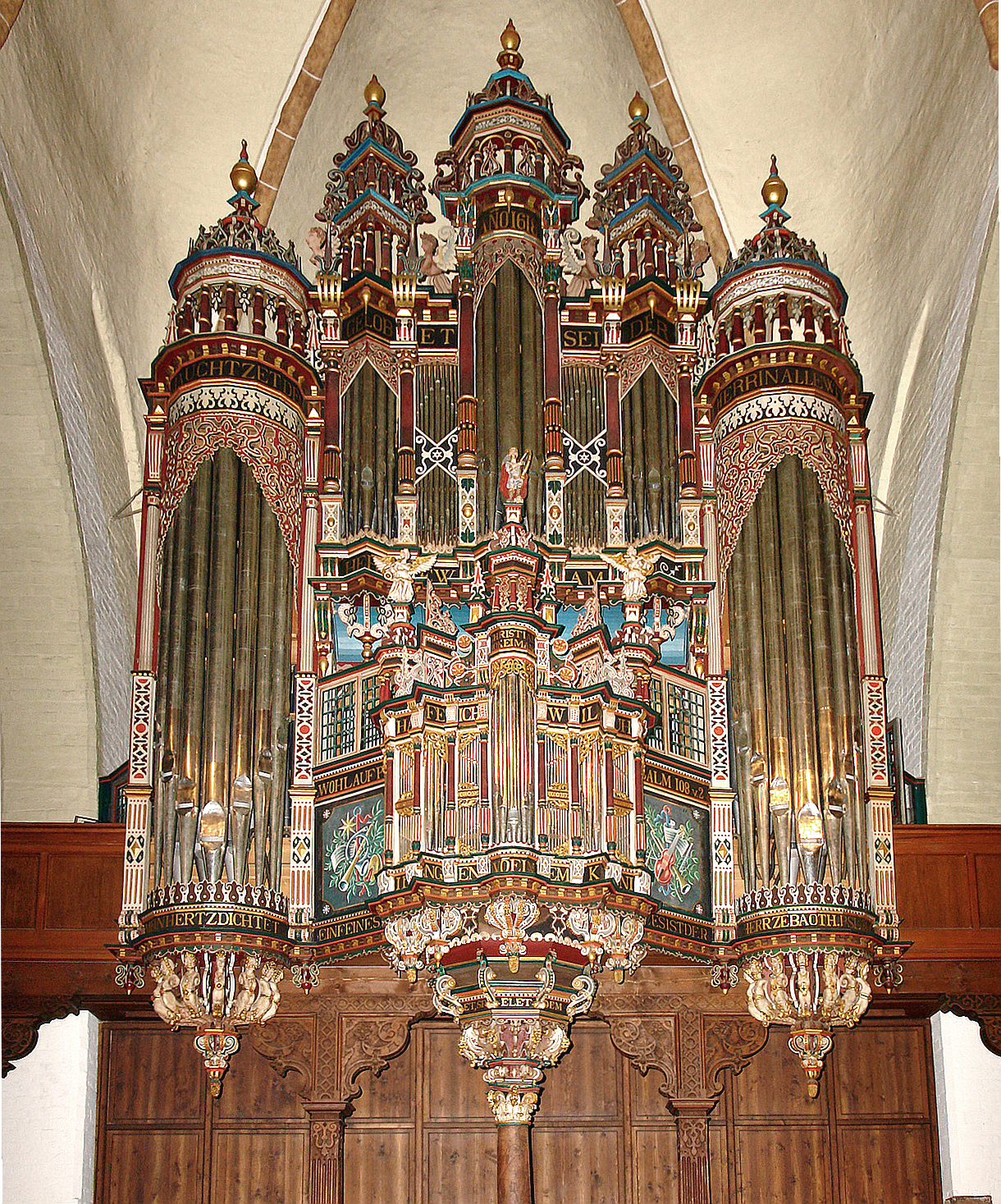
Prospekt organowy z 1619.

Dzieło Martena de Mare nie przetrwało długo; ok. 1615 wysłano do organmistrza Christiana Bockelmanna z Lüneburga zlecenie budowy nowych organów z dwoma manuałami (Hauptwerk i Rückpositiv) i pedałem. W zleceniu jest także mowa o wykonaniu dekoracji dla organów oraz dla całego prospektu. Z dokumentów nie wynika jednoznacznie, czy organy Bockelmanna i prospekt z 1616–1619 zastąpiły poprzedni instrument, czy też był to tylko wynik jego daleko idącej przebudowy. W porównaniu z amboną „sygnatura” Hermena Wulffa jest ledwo widoczna na jednym z niewielkich detali dekoracyjnych; w każdym razie dla pierwotnych, jednomanuałowych organów obecny prospekt organowy byłby zdecydowanie za duży.
Renomowany organmistrz Arp Schnitger z Hamburga naprawiał i częściowo odnowił organy w latach 1707–1709. Prospekt organowy na przełomie renesansu i wczesnego baroku był uważany za jeden z najpiękniejszych tego rodzaju w Europie Północnej. Rozplanowanie organów z wysoko wznoszącymi się zestawami piszczałek charakteryzuje się wieloma występami i uskokami w linii zabudowy oraz jej krętością. Zachodnia ściana chóru organowego wywiera wrażenie swą intensywną kolorystyką, zmianą tonacji barw od jasnej, błękitnej ku złotej na czarnym lub jasnym tle. Program ikonograficzny prospektu przedstawia związek między ziemskim a niebieskim Jeruzalem. Dwa anioły i śpiewający psalmy król Dawid wieńczą wystający do przodu, wsparty na ozdobnych kolumnach rückpositiv. Nad nimi króluje niebiańskie miasto z wieżami.
Stare organy, dzieło zakładu organmistrzowskiego P. Furtwängler & Hammer z 1894 zostały całkowicie zniszczone w wyniku działań wojennych w 1944, ich odbudowa nie była więc możliwa. Podczas odbudowy kościoła w końcu lat 50. XX w. organmistrzowie Jürgen Ahrend i Gerhard Brunzema z Leer we Fryzji Wschodniej zbudowali całkowicie nowy instrument. Składa się on z 3 manuałów, pedału i 33 głosów i odznacza się szczególnie barwnym, łagodnym brzmieniem z wyraźnymi tonami podstawowymi i doskonałymi wysokimi dźwiękami; dzięki temu zbliża się on do ideału brzmieniowego panującego w XVII i XVIII w.
W latach 2004–2005 organy były poddane gruntownej renowacji i zostały nastrojone według zasad tonacji Bacha/Kellnera. Są one w tej chwili uważane za organy, które nadają się znakomicie do odtwarzania dzieł organowych Johanna Sebastiana Bacha. Spektrum dźwiękowe rozciąga się od pełnego zestawu głosów do głosów pojedynczych, odpowiadających konkretnym instrumentom z epoki renesansu czy baroku, jak np.: krummhorn, dulcian, trompete czy posaune. Dlatego też na organach można idealnie zaprezentować repertuar organowy z okresu rozkwitu północnoniemieckiej muzyki organowej. Dodatkowego wsparcia dostarcza znakomita akustyka wnętrza kościoła.
Organy mają następującą dyspozycję:
| I Hauptwerk | II Rückpositiv                                                                                                  | III Brustpositiv                                               | Pedal                                                                                     |
| Praestant 8’ Bordun 16’ Hohlflöte 8’ Octave 4’ Spitzflöte 4’ Octave 2’ Rauschpfeife Mixtur Dulcian 16’ Trompete 8’ | Praestant 4’ Gedackt 8’ Rohrflöte 4’ Octave 2’ Nasat 11/3’ Waldflöte 2’ Sesquialtera 22/3’ Scharff Krummhorn 8’ | Gedackt 8’ Blockflöte 4’ Principal 2’ Flöte 2’ Cimbel Regal 8’ | Praestant 16’ Octave 8’ Octave 4’ Nachthorn 2’ Mixtur Posaune 16’ Trompete 8’ Trompete 4’ |

Połączenia: Rückpositiv/Hauptwerk, Brustpositiv /Hauptwerk, Hauptwerk/Pedal, Rückpositiv/Pedal

### Prezbiterium

Wnętrze kościoła. Widok z ambony na prezbiterium i jego osiem okien z witrażami bremeńskiej artystki Elisabeth Steineke (1959–1960). Na lewo: okno św. Marcina, pod nim – relief św. Marcina. Z przodu: świecznik z figurką św. Marcina (warsztat flamandzki (ok. 1650).

Wschodnią część kościoła stanowi późnogotyckie, podwyższone o cztery stopnie w stosunku do nawy, prezbiterium, zbudowane w latach 1376–1384. Oba jego sklepienia krzyżowe mają figuralne, kamienne płaskorzeźby przykrywające zworniki. Również kapitele służek mają własne, indywidualne motywy dekoracyjne. Z rumowiska zawalonych w czasie wojny dachów uratowano cenny artystycznie zwornik sklepienia apsydy, przedstawiający błogosławiącego Chrystusa jako Sędziego Ostatecznego. Zwornik ten, pomimo dotkliwych uszkodzeń, ukazuje subtelną sztukę posługiwania się dłutem przez średniowiecznych rzeźbiarzy i kamieniarzy.
Jedynym akcentem protestanckiej wstrzemięźliwości i surowości w tej części kościoła jest skromny mosiężny krzyż grecki, ustawiony na wysokim pręcie w apsydzie.
Na linii dzielącej prezbiterium od nawy głównej stoi prosty, drewniany stół ołtarzowy z ciężkim, siedmioramiennym świecznikiem z brązu, symbolizującym obfitość łask Boga i jego doskonałość. Na okładce wielkiej Biblii, spoczywającej na ołtarzu i używanej podczas nabożeństw, znajduje się ręczna inskrypcja teologa luterańskiego i lekarza Alberta Schweitzera:
„Welche der Geist Gottes treibt,
die sind Gottes Kinder.(Rz 8, 14)

„Möge von dieser Bibel, wenn aus ihr im Gottesdienst gelesen wird,

der Geist Gottes die Herzen der Menschen bewegen und fähig machen,

sich von ihm regieren zu lassen.”.

### Osiem okien prezbiterium

Prezbiterium. Okno siódme.

Każde z ośmiu okien w prezbiterium ma własny program ikonograficzny.
- Okno pierwsze przedstawia sceny ze Starego testamentu: stworzenie świata, grzech pierworodny i wygnanie z raju, Adam pracującego w pocie czoła na polu, Kain zabijającego z zawiści swojego brata i skazanego na życie w udręce, potop niszczący ludzkość; z zagłady ocalał jedynie Noe, który zbudował na polecenie Boga arkę i schronił się w niej ze swoją żoną, synami, ich żonami oraz zwierzętami.
- Okno drugie ukazuje wiarę we Wszechmocnego. Stare Przymierze jest przeciwstawione Nowemu Przymierzu Boga z ludźmi. W górnej części okna ukazane jest przymierze poprzez Mojżesza z tablicami Dekalogu zaś wykładnia prawa w niej zawarta unaoczniona jest poprzez Kazanie na górze Jezusa Chrystusa.
- Okno trzecie wypełniają postacie ze Starego Testamentu, przedstawiające proroctwa zapowiadające nadejście Mesjasza.
- Okno czwarte w jego fioletowej tonacji ukazuje sceny z Nowego Testamentu: Zwiastowanie Maryi, narodziny Jezusa Chrystusa, wesele w Kanie Galilejskiej, uzdrowienie chorego, rozmnożenie chleba, wskrzeszenie Łazarza, namaszczenie przez Marię stóp Jezusa olejkiem w Betanii, obmycie przez Jezusa nóg apostołom, zdradę Judasza, zaparcie się Piotra, mękę Pańską oraz Ukrzyżowanie Jezusa Chrystusa.
- „Powstańcie z martwych!” Okno piąte jest oknem wielkanocnym. Ukazuje ono historię Zmartwychwstania według Ewangelii Jana, rozdziały 20 i 21: pusty grób, ukazanie się zmartwychwstałego Jezusa i jego Wniebowstąpienie do ukazanego w złocistych barwach nieba, gdzie złoty kolor ma symbolizować mądrość i Królestwo Boże.
- Okno szóste symbolizuje radość z Zesłania Ducha Świętego: Duch Święty wylewa z pentekostalnej czerwieni maswerków swoje światło na siedemdziesięciu dwóch. Czterech ewangeliści: Mateusz z symbolem anioła, Marek z lwem, Łukasz z wołem i Jan z orłem (symbole te znajdują się również na okuciach drzwi wejściowych do kościoła) zapisują w ewangeliach swoją wiedzę na temat Jezusa Chrystusa. Z pierwszych wspólnot skupionych wokół św. Piotra i św. Pawła wywodzi się kościół. Przedstawiona jest również obrazowa hierarchia kościoła rzymskokatolickiego: papież, kardynał, biskup, zakonnik i zakonnica. Życie wspólnoty ukazane jest poprzez kazanie, udział w sakramentach, działalność diakonii oraz wstąpienie ludzkości do Królestwa Niebieskiego.
- Okno siódme ma za program ikonograficzny fragment Apokalipsy św. Jana (1, 12–16) przedstawiający Jezusa Chrystusa pośród siedmiu złotych świeczników[11]. Pod tą sceną widnieje anioł sądu, panny mądre i panny głupie, Jezus otoczony dziećmi, przypowieść o talentach i przypowieść o synu marnotrawnym. U podstawy okna widnieje diabeł ukazany w kształcie smoka spętanego łańcuchem.
- Okno ósme ukazuje ludzi z wszystkich narodów wielbiących Pana Boga. Nad nimi wznosi się miasto – niebiańskie Jeruzalem z przystrojonymi bramami i strumieniem żywej wody, wypływającej od tronu Boga i Baranka.

### Okno i relief sw. Marcina

Św. Marcin przed cesarzem.

Na wschodniej ścianie zamykającej nawę północną znajduje się wielkie, pojedyncze okno. Jest ono poświęcone patronowi kościoła, św. Marcinowi. Na poszczególnych częściach płaszczyzny okiennej ukazana jest legenda opowiadająca dzieje świętego. Scena ukazująca św. Marcina, jak spotkał półnagiego żebraka i oddał mu połowę swojej żołnierskiej opończy, jest przedstawiona również na kamiennym reliefie pod oknem.
W oknie znajduje się też scena przedstawiająca młodego Marcina odmawiającego służby wojskowej po tym, jak przyjął chrzest. Kiedy zarzucono mu tchórzostwo przed nadchodzącą bitwą, uroczyście przyrzekł przed cesarzem rzymskim Julianem Apostatą, iż uda się na pole bitwy bez broni a jedynie krzyżem. Dlatego też przedstawiony jest bez miecza i zbroi a tylko z krzyżem w ręku, w otoczeniu zbrojnego rycerstwa. Inna scena ukazuje go jako założyciela szkoły klasztornej oraz uciekającego przez morze z powodu teologicznych sporów.

### Wysokie okno

Wysokie okno (Okno Neandera).

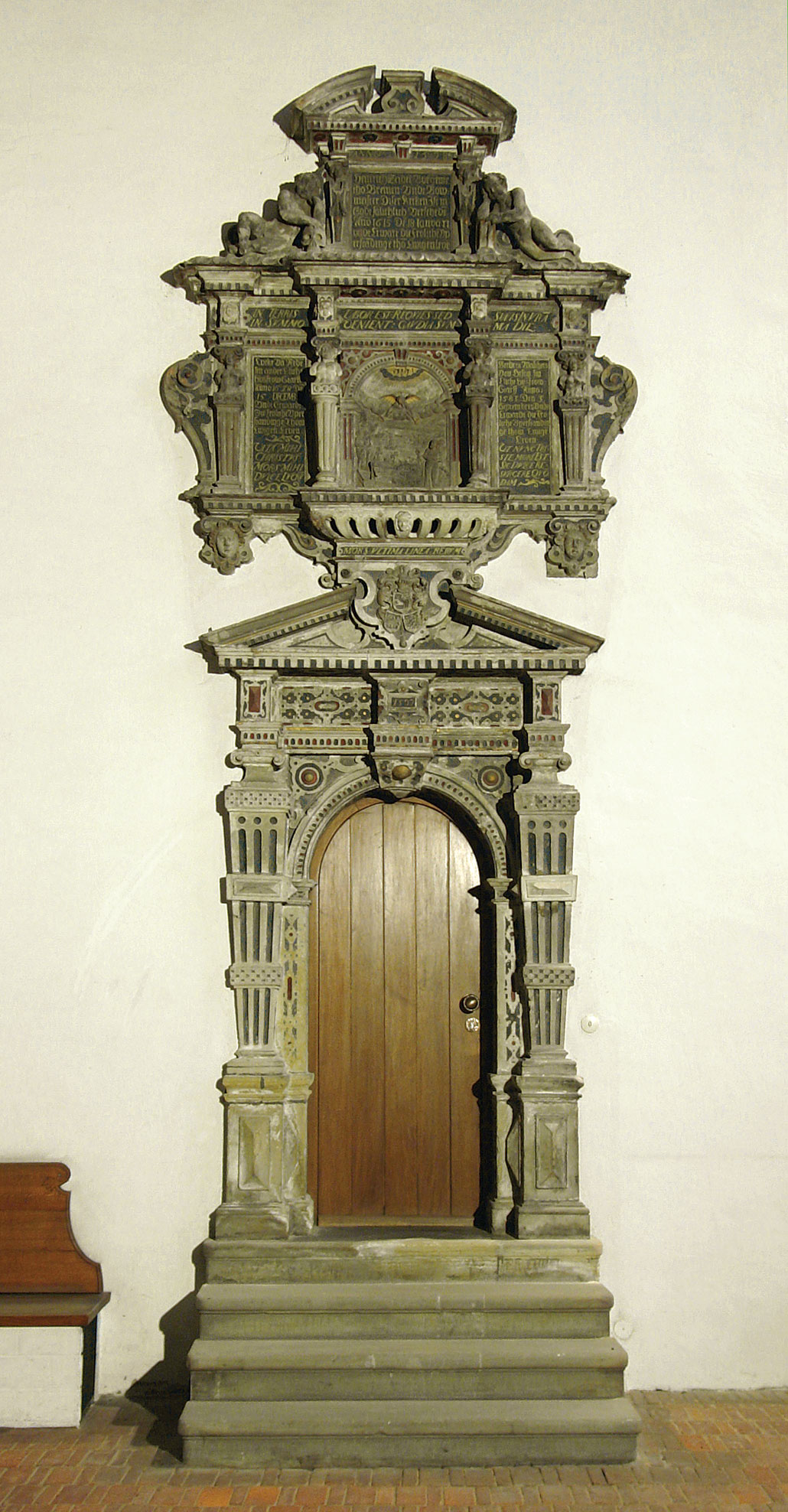
Portal do domu Neandera. Nad nim wisi epitafium Zobla.

W ścianie południowej naprzeciwko wejścia znajduje się okno zwane wysokim. Jest ono poświęcone Joachimowi Neanderowi, kaznodziei kościelnemu w latach 1679–1680 i jego tu po raz pierwszy wykonanemu chorałowi „Lobe den Herren, den mächtigen König der Ehren”. W dolnej części okna ukazany jest Neander przy organach, otoczony muzykującymi i śpiewającymi ludźmi. Powyżej widoczny jest anioł z trąbą w złotym blasku symbolizującym chwałę Pana.

### Okna herbowe i epitafia
W oknach naw bocznych znajdują się herby inwestorów kościelnych (mistrzów budowlanych, różnych dostojników kościelnych i świeckich) będących na usługach kościoła św. Marcina w latach 1376–1959. W jednym z okien nawy południowej widnieje herb i cyfra oznaczająca rok 1591, kiedy to urząd inwestora objął Henrich Zobel. Po wyborze na urząd burmistrza Bremy w 1597 ufundował on portal wraz z towarzyszącym mu epitafium, prowadzący do domu Neandera, znajdującego się po południowej stronie kościoła. Przez portal ten wchodził kaznodzieja kościelny spiesząc ze swego domu na poranne, odprawiane o godz. 5-ej, nabożeństwo dla służby domowej. Zawieszone nad portalem epitafium pochodzi z 1598.
Drugie zachowane na ścianie południowej epitafium ufundowane zostało przez rajcę miejskiego Johanna Havemanna (zm. 1578) i jego pierwszą żonę Gesche, z domu Trupe. Ponieważ brak jest herbu jego drugiej żony, zakłada się, iż epitafium to pochodzi z ok. 1565.
Cztery dalsze epitafia zostały zniszczone w 1944, w czasie drugiej wojny światowej:
- Epitafium Heinricha von Rhedena, w 1600 członka rady miejskiej (zm. 1602)

Powstałe po 1602 epitafium stanowiło surową, dwuczęściową strukturę z wolnostojącymi podwójnymi kolumnami. Wielkie reliefy przedstawiały Zmartwychwstanie Chrystusa w części dolnej i Wniebowstąpienie w górnej. Swobodnie opracowane figury, wychodzące z niszy, dopełniały ikonograficzny program epitafium.
- Epitafium Arnolda Gröninga, w 1602 rajcy miejskiego, w 1611 burmistrza (zm. 1617).

To wczesnobarokowe epitafium również było dwuczęściowe z boczną niszą portalową. Temat religijny stanowiło Wskrzeszenie zmarłych w części dolnej, w górnej zaś znalazła się pieśń pochwalna na cześć zmarłego i polem herbowe, w którym umieszczono również herby obu żon zmarłego: Ilsabe Snedermann (zm. 1614) i Engel Breden (zm. 1626). Epitafium Gröninga należało do najbardziej monumentalnych i wybujałych artystycznie pomników mieszczańskich XVII w., pochodzących z pracowni mistrza Johanna Prange.
- Epitafium Johanna Clampiusa (Clampa), w 1595 rajcy miejskiego, burmistrza (zm. 1611).

Dzieło to odznaczało się wybujałą, „quasi-rokokową” ornamentyką. Wypełnione było figurami męskich i żeńskich herm i kariatyd ukazanych w śmiałych pozach.
- Epitafium Hermanna Müllera, w 1612 rajcy miejskiego, w 1624 inwestora kościelnego (zm. 1628).

Typowo barokowe dzieło, przeładowane figuratywnymi wyobrażeniami ludzi cnotliwych i pogrążonych w smutku. Wyższej próbki rzemiosło artystyczne stanowiła mała rzeźba figuralna i herb zmarłego.
Na ścianie południowej, po obu stronach zdobnych kutą kratą drzwi, prowadzących na dziedziniec kościelny znajdują się dwa masywne, wczesnośredniowieczne nagrobki ścienne.

### Reliefy z motywem Ukrzyżowania
W bocznych nawach znajdują się dwa gotyckie reliefy z motywem Ukrzyżowania a ich kopie umieszczone są również na zewnątrz kościoła.
Wcześniejszy z reliefów, proste, utrzymane w ludowym stylu dzieło, przedstawiające Ukrzyżowanego Chrystusa ze słońcem i księżycem nad jego głową, pogrążonymi w żałobie oraz Maryję i św. Jana pod krzyżem, zostało wyryte w drewnie ok. 1440.
Drugi relief, zamknięte łukiem koszowym dzieło, którego ciasny układ trzech postaci pozwala datować je na późny gotyk, nosi trudną do odczytania inskrypcję ANNO DOMINI 1474.

### Tympanon

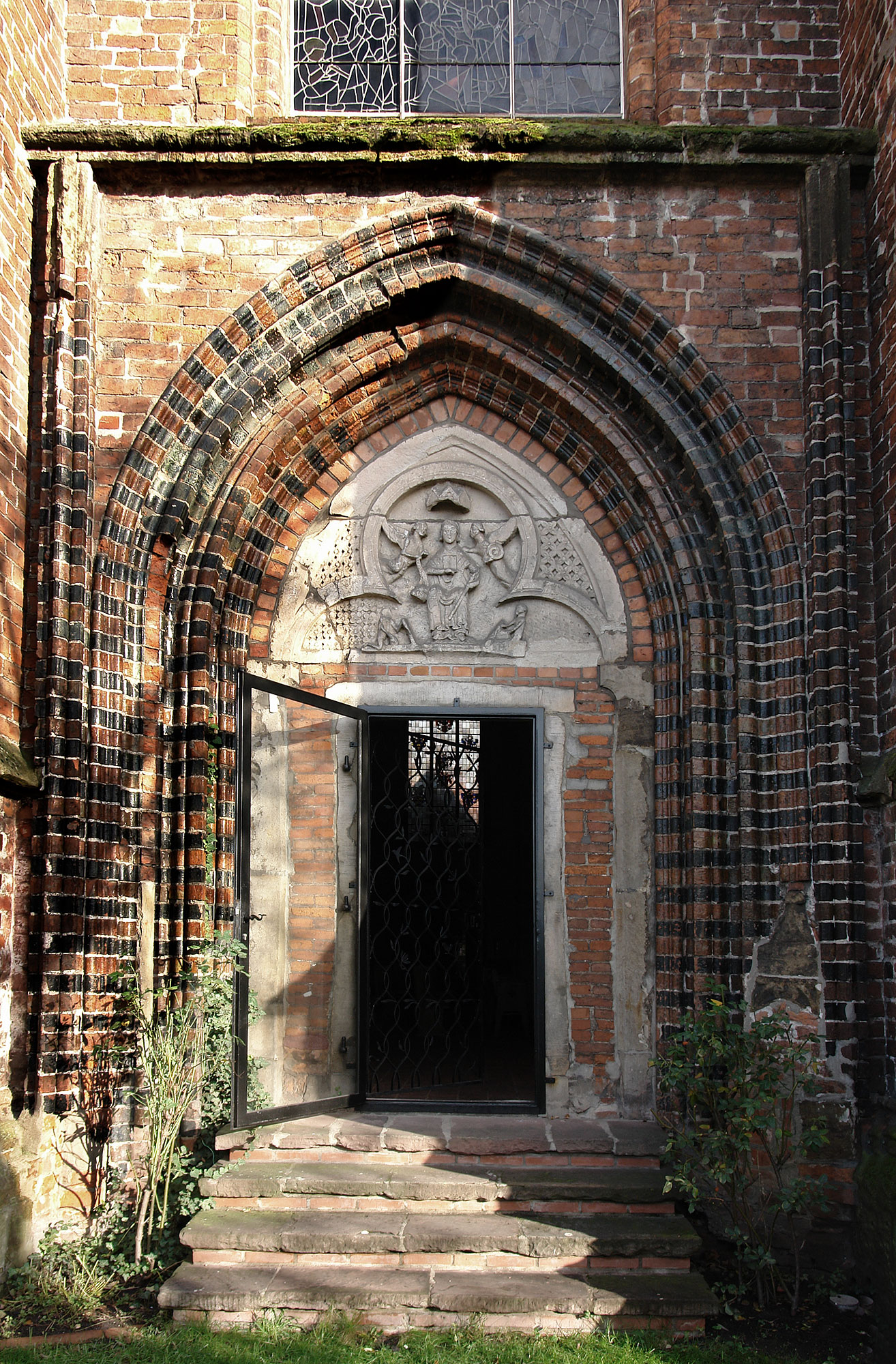
Portal z tympanonem. Tympanon, przedstawiający Sąd Ostateczny pochodzi z I poł. XIII w.

Romański portal w południowej ścianie pochodzi z ok. 1400 i należał do ówczesnej bazyliki św. Marcina. Służył jako wejście do kościoła od strony Wezery, nad którą rozciągał się również przykościelny cmentarz. Możliwe też, że został przeniesiony i wstawiony tu później, wraz z przebudową kościoła na założenie halowe. Jego wyraziście profilowany węgar, wykończony glazurowanymi cegłami, obejmuje również tympanon. Tympanon oraz boczne słupy zostały wykute z drobnoziarnistego piaskowca, wydobywanego przypuszczalnie ze złóż nad górną Wezerą w okolicach dzisiejszego Rehburg-Loccum.
Projekt i wykonanie tympanonu prawdopodobnie nie jest dziełem artysty, lecz tylko jakiegoś biegłego w sztuce kamieniarskiej rzemieślnika. Dzieło zwraca szczególną uwagę z powodu ściśle symetrycznego ustawienia postaci. Bardzo plastyczny relief przedstawia Chrystusa jako Sędziego Sprawiedliwych siedzącego na tronie pod baldachimem z otwartą Księgą Życia w prawej ręce i pastorał em w lewej, otoczonego dwoma aniołami, z których jeden wręcza mu kadzielnicę. U stóp Chrystusa widać dwie powstające z martwych postacie, odrzucające płyty grobowe. Przedstawienie postaci Chrystusa jako biskupa jest w niemieckiej sztuce plastycznej niezmiernie rzadkie.
Czas powstania tympanonu jest określany przez specjalistów na drugą ćwierć XIII w. Tym samym tympanon należy do najstarszych dzieł rzeźbiarskich na terenie Bremy.

### Dzwony

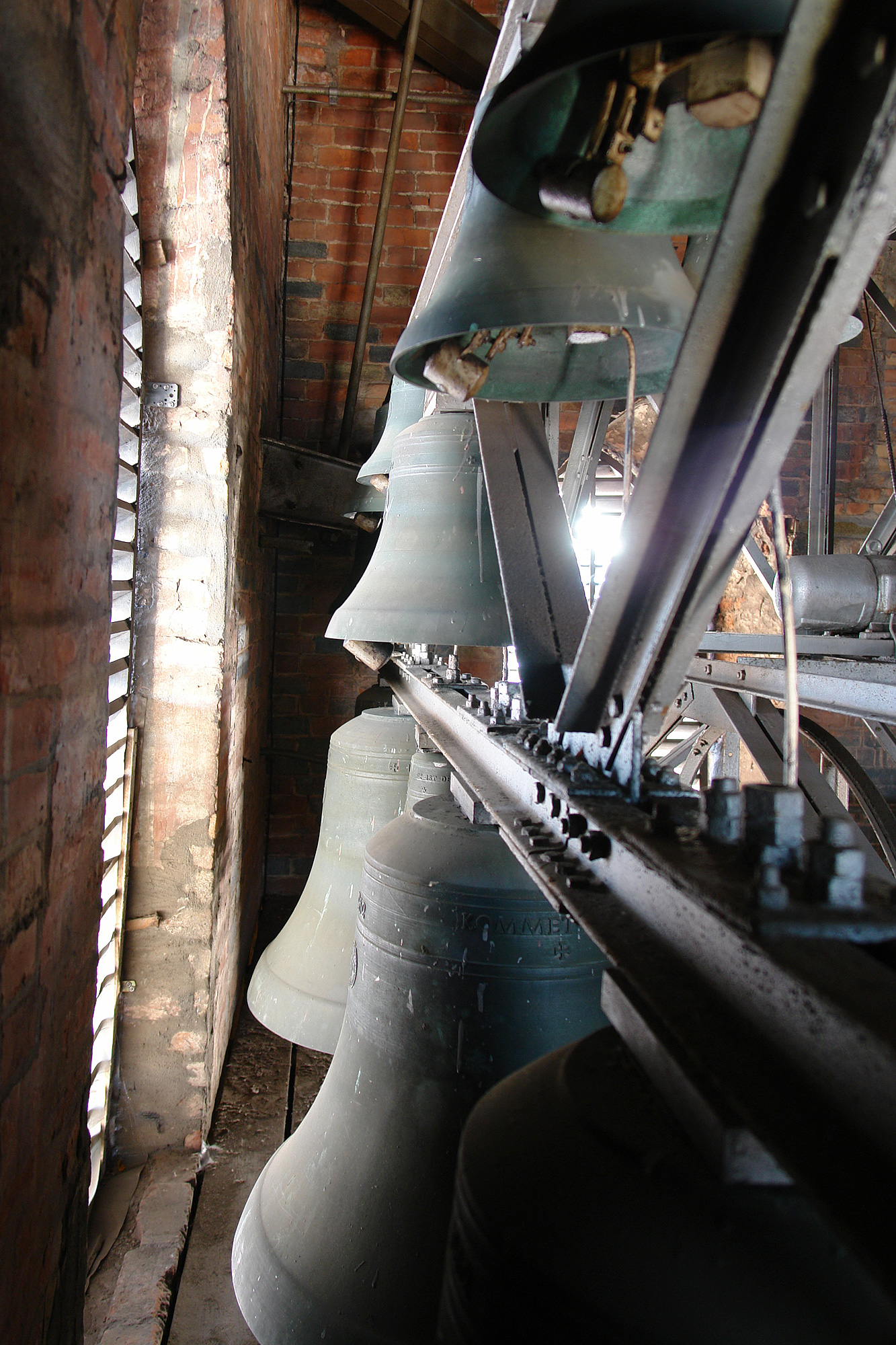
Carillon.

Kościół św. Marcina miał do 1917 trzy dzwony kościelne, z których po rekwizycjach wojennych pozostał w wieży tylko najstarszy, odlany w 1772 przez Johanna Philippa Bartelsa. Ale i on uległ zniszczeniu w październiku 1944 w wyniku nocnego bombardowania. Odlany on został z przetopienia uszkodzonego, odlanego w 1393 na zlecenie rajcy miejskiego i inwestora Doneldy, słynnego dzwonu Susanna.
W grudniu 1957, trzynaście lat po zniszczeniu zostały odlane i zamontowane trzy nowe dzwony kościelne. Największy dzwon, mający wysokość tonu c1 i ważący ok. 2250 kg, został opatrzony inskrypcją autorstwa niemieckiego pisarza Manfreda Hausmanna: „Ich will Dich ehren mit jedem Ton, gib uns, o Herr, den Frieden zum Lohn. Zerstört am 5. Oktober 1944 – neugegossen im Advent 1957”.
W 1962 odlano dalszych szesnaście dzwonów z przeznaczeniem na carillon. Z dziewiętnastu dzwonów o różnej wielkości siedemnaście weszło w skład carillonu, zaś piec jest używanych jednocześnie jako dzwony kościelne. Dwa pozostałe, największe dzwony o wysokościach tonu c1 i d1 są dzwonami wyłącznie kościelnymi. Łączna masa wszystkich dzwonów wynosi ok. 9500 kg. Dzwony kościelne zostały odlane w ludwisarni Glockengießerei Otto w dzielnicy Hemelingen, natomiast carillon pochodzi z wytwórni zegarów wieżowych Eduard Korfhage & Söhne w dzisiejszym Melle-Buer.
Carillon może grać automatycznie za pośrednictwem specjalnie programowanego walca mechanicznego; można też grać na nim bezpośrednio z klawiatury. Dla zaprogramowania walca trzeba najpierw zagrać melodię na klawiaturze, po czym każdy dźwięk dla poszczególnego dzwonu jest wybijany w formie otworu na specjalnej folii na powierzchni walca. Przy odtwarzaniu metalowa wypustka dotyka folii, zamykając obwód w otworze i wywołując w ten sposób uderzenie w dzwon. Ten sposób gry nastręcza jednak coraz więcej trudności, bowiem urządzenia do jej perforacji są coraz trudniej dostępne. Z tego względu planuje się przejście na sterowanie elektroniczne, co już nastąpiło w wypadku dzwonów kościelnych.
Dzwony kościelne i carillon mają następującą sekwencję tonacyjną:
| Wysokość tonu    | c1 | d1 | f1  | g1 | gis1 | a1 | h1 | c² | cis² | d²  | e² | f² | fis² | g² | gis² | a² | h² | c³ | d³ |
| ---------------- | -- | -- | --- | -- | ---- | -- | -- | -- | ---- | --- | -- | -- | ---- | -- | ---- | -- | -- | -- | -- |
| Carillon         |    |    | 1   | 2  | 3    | 4  | 5  | 6  | 7    | 8   | 9  | 10 | 11   | 12 | 13   | 14 | 15 | 16 | 17 |
| Dzwony koscielne | I  | II | III | IV |      | V  |    | VI |      | VII |    |    |      |    |      |    |    |    |    |

Ponieważ wieża, organy i dzwony zostały wspólnie zainaugurowane 18 lipca 1962, dzwony katedry i kościoła św. Marcina zabrzmiały razem w swych 10 tonacjach. Ten wspólny, staromiejski zestaw dzwonów kościelnych jest uważany za jeden z najpiękniejszych w Niemczech. Ma on następującą sekwencję tonacyjną:
| Kościół       | Katedra | Katedra | św. Marcin | Katedra | św. Marcin | Katedra | św. Marcin | św. Marcin | św. Marcin | św. Marcin | św. Marcin |
| ------------- | ------- | ------- | ---------- | ------- | ---------- | ------- | ---------- | ---------- | ---------- | ---------- | ---------- |
| Wysokość tonu | g0      | h0      | c1         | d1      | d1         | e1      | f1         | g1         | a1         | c²         | d²         |

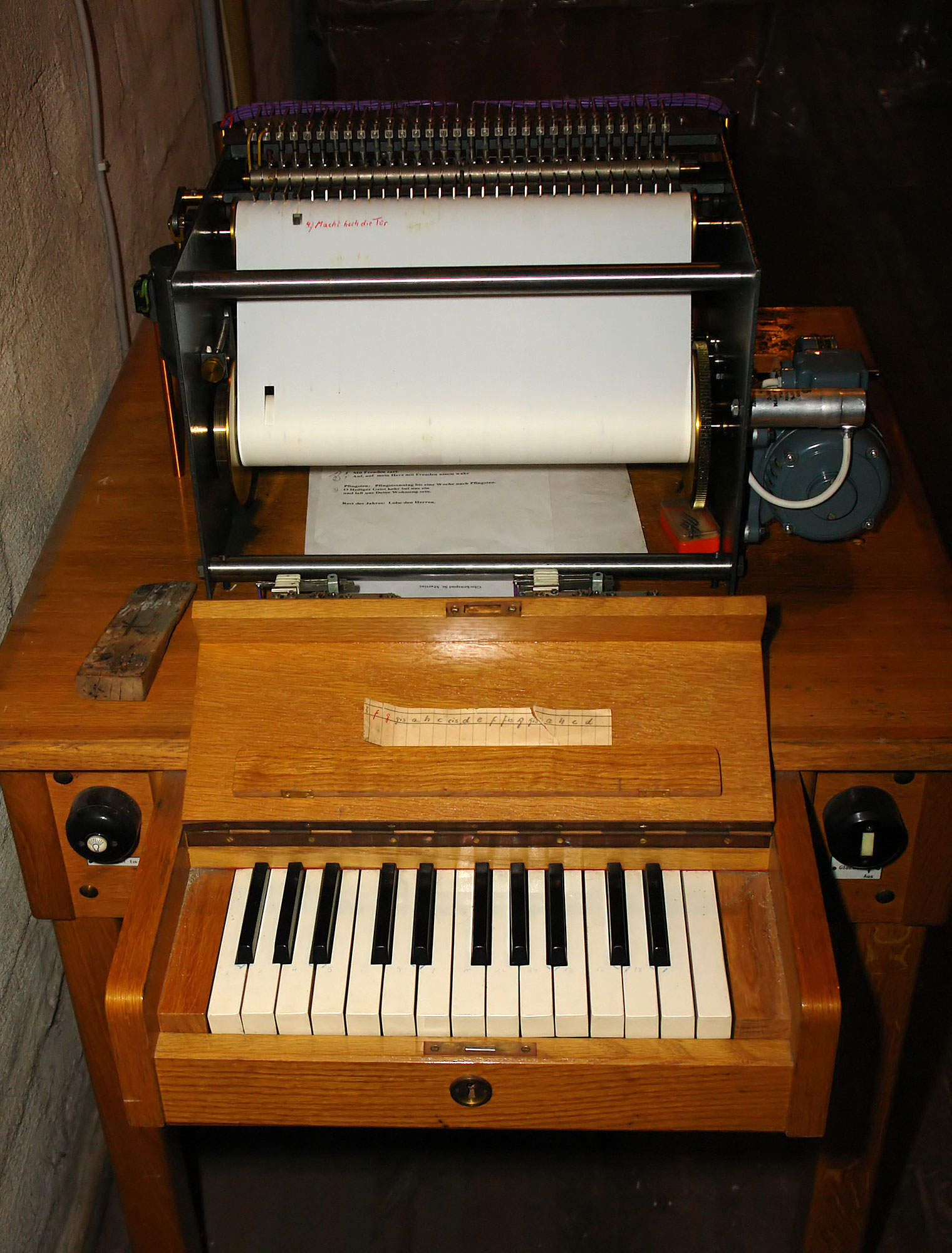
Klawiatura carillonu i walec z taśmą perforacyjną do ręcznego programowania melodii.

Zgodnie z ustalonym porządkiem dzwony biją w każdą niedzielę przed nabożeństwem między godz. 09:45 a 10:00. Natomiast w każdy dzień Adwentu w godz: 09:15, 12:15, 15:15 i 18:15 na dwunastu dzwonach carillonu, poszerzonych o pięć z siedmiu dzwonów kościelnych, wygrywana jest melodia pieśni Georga Weissela „Macht hoch die Tür, die Tor macht weit”, lub melodia pieśni adwentowej przypisywanej Johannesowi Taulerowi „Es kommt ein Schiff, geladen bis an sein’ höchsten Bord”.
Pomiędzy Bożym Narodzeniem a Świętem Trzech Króli brzmi kolęda Marcina Lutra „Vom Himmel hoch, da komm ich her” („Jam z niebios zszedł“) lub „Lobt Gott, ihr Christen alle gleich, in seinem höchsten Thron” Nikolausa Hermanna. Na Wielkanoc grane są melodie „Mit Freuden zart zu dieser Fahrt laßt uns zugleich fröhlich singen” lub „Auf, auf mein Herz mit Freuden, nimm wahr, was heut’ geschieht” natomiast na Zesłanie Ducha Świętego „O Heilger Geist, kehr’ bei uns ein” Michaela Schirmera. W pozostałe dni rozbrzmiewa chorał, który skomponował w 1680 w kościele św. Marcina Joachim Neander: „Lobe den Herren, den mächtigen König der Ehren”.
Inskrypcje na dzwonach kościelnych:
- „Ich will dich ehren mit jedem Ton, gib uns, o Herr, den Frieden zum Lohn.”
- „Wo aber der Geist des Herrn ist, da ist Freiheit.”[14] (dzwon o tonacji f1)
- „Stund um Stunde geht dahin, denk, o Mensch, an ihren Sinn.” (dzwon o tonacji g1)
- „Kommet zuhauf, Psalter und Harfe wacht auf, lasset den Lobgesang hören.” (dzwon o tonacji h1)

### Pozostałe wyposażenie

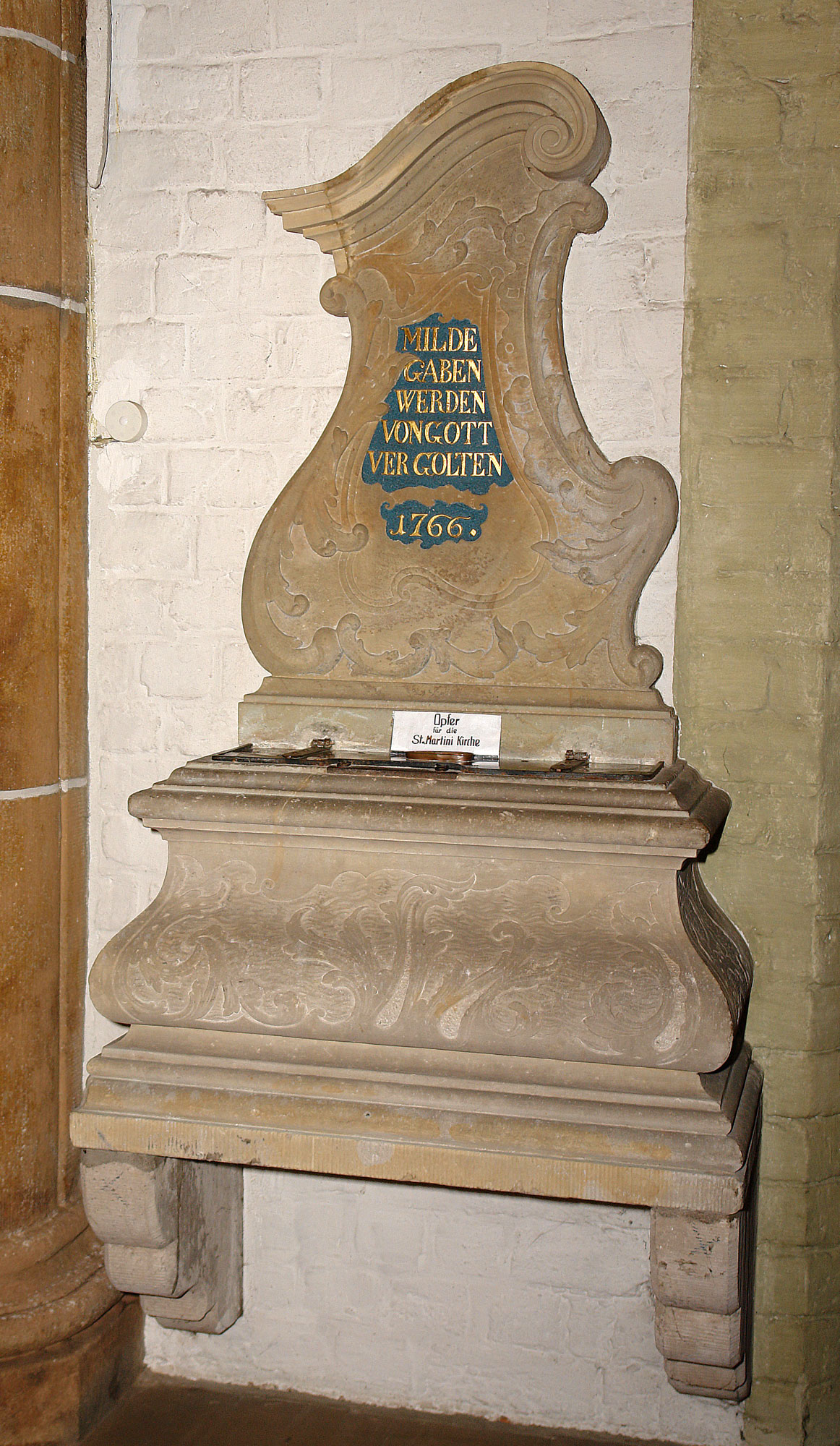
Skarbonka na datki (ok. 1766).

- Na okuciach drzwi wejściowych do kościoła znajdują się, wspomniane już, symbole czterech Ewangelistów: św. Mateusza – anioł, św. Marka – lew, św. Łukasza – byk i św. Jana – orzeł, widniejące również w oknie szóstym prezbiterium.
- Przedsionek, przez którą wierni wchodzą do kościoła, służył w czasach przed protestanckich jako kaplica Mariacka. Znajdują się w nim kamienne herby rajcy miejskiego Hermanna Müllera (od 1624 inwestora) i przedstawiciela kupców Berenda Vageda (od 1627 inwestora).
- Oba mosiężne żyrandole, wiszące pod sklepieniem nawy środkowej, stanowiące już dawniej przedmiot dumy wiernych pośród innych elementów wyposażenia, są dziełami powstałymi ok. 1650 w jakimś warsztacie flamandzkim. Ten wiszący bliżej prezbiterium ma ozdobny uchwyt na łańcuch, który stanowi figurka św. Marcina.
- Chrzcielnica z piaskowca stojąca tuż obok schodów prowadzących na ambonę, stanowiła 20 lat wcześniej element dekoracyjny dziedzińca kościelnego. Czas jej powstania nie jest znany.
- Dziełem o dużej wartości artystycznej jest skarbonka na datki stojąca przy pierwszym filarze przy wyjściu. Jest to całkowicie rokokowe dzieło z 1766. Asymetryczna płyta ścienna z napisem „MILDE GABEN WERDEN VON GOTT VERGOLTEN” przypomina wydatną, pokrytą pnączami kamienną komodę. Ta ozdobna skarbonka na datki pochodzi prawdopodobnie z warsztatu najznamienitszego bremeńskiego kamieniarza doby rokoka, Theophilusa Wilhelma Freese.
- Fresk znajdujący się na lewo od wyjścia pochodzi z ok. 1300. Przedstawia on silnie pofragmentowaną grupę Ukrzyżowania. Został on uszkodzony podczas pożaru kościoła wywołanego nocnym bombardowaniem w październiku 1944. Jest to jedyny tego rodzaju fragment fresku jaki, do pewnego stopnia, przetrwał do naszych czasów. Fresk ten należy do najstarszych na terenie północnych Niemiec.

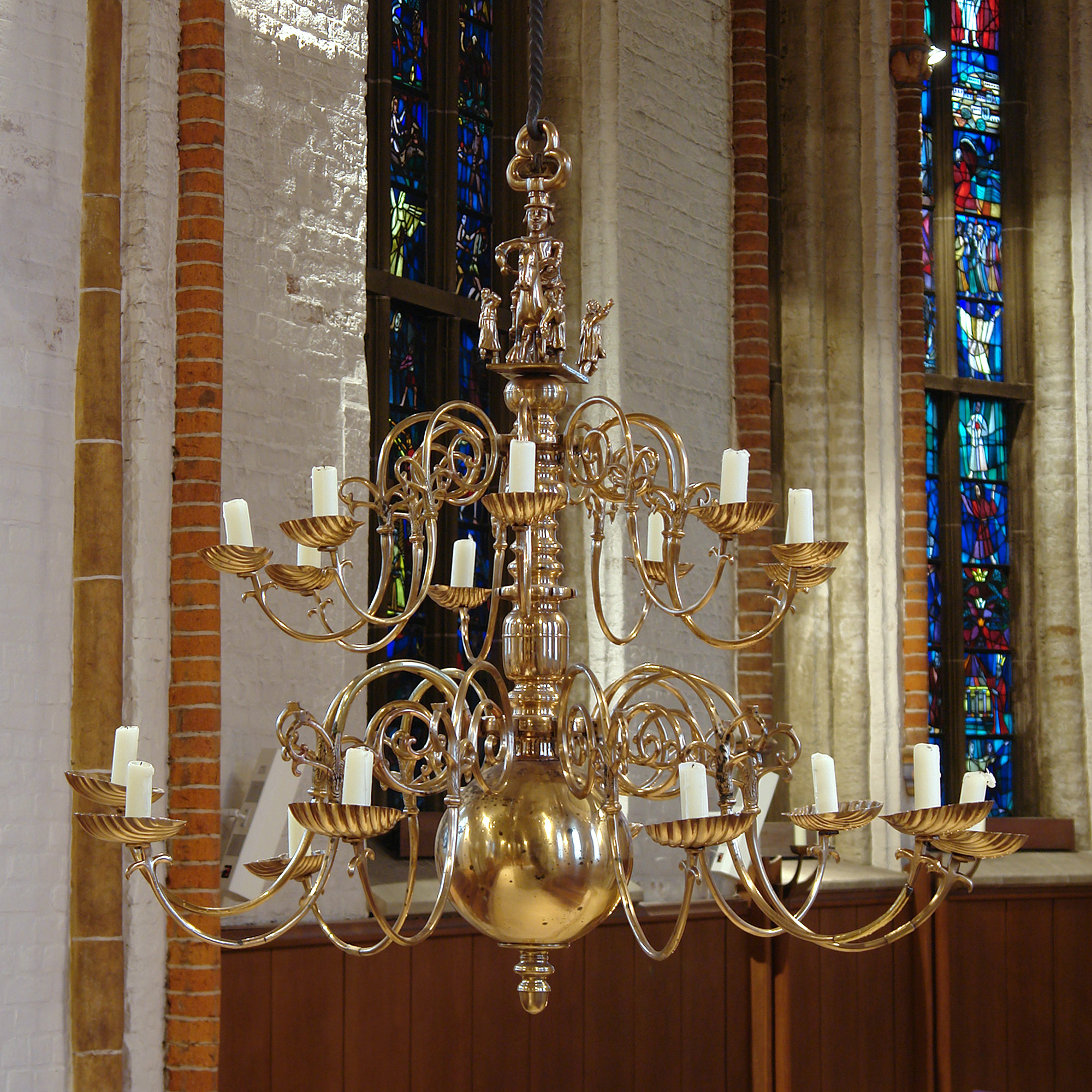
Żyrandol z figurką św. Marcina (ok. 1650).
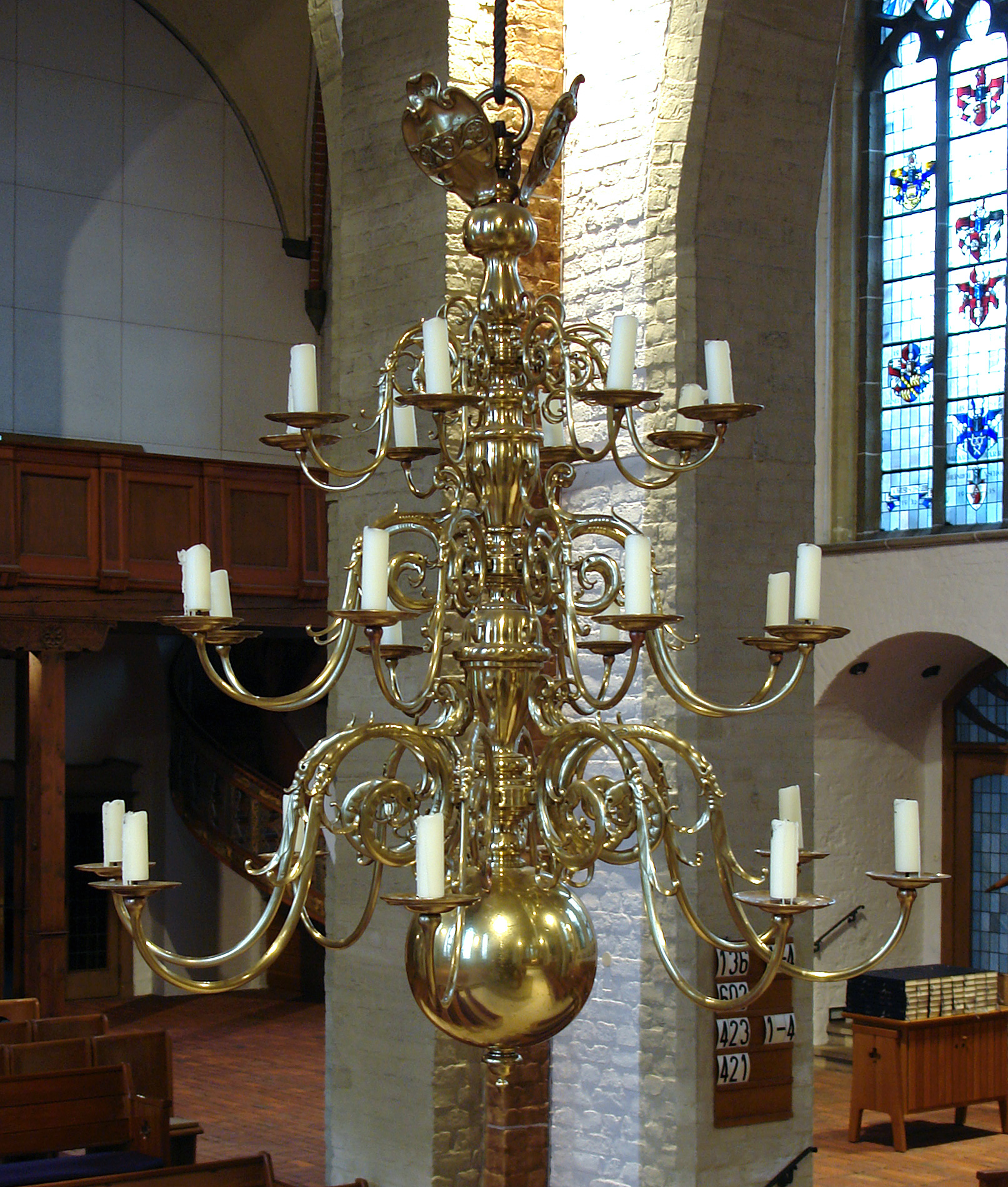
Drugi z żyrandoli (ok. 1650).
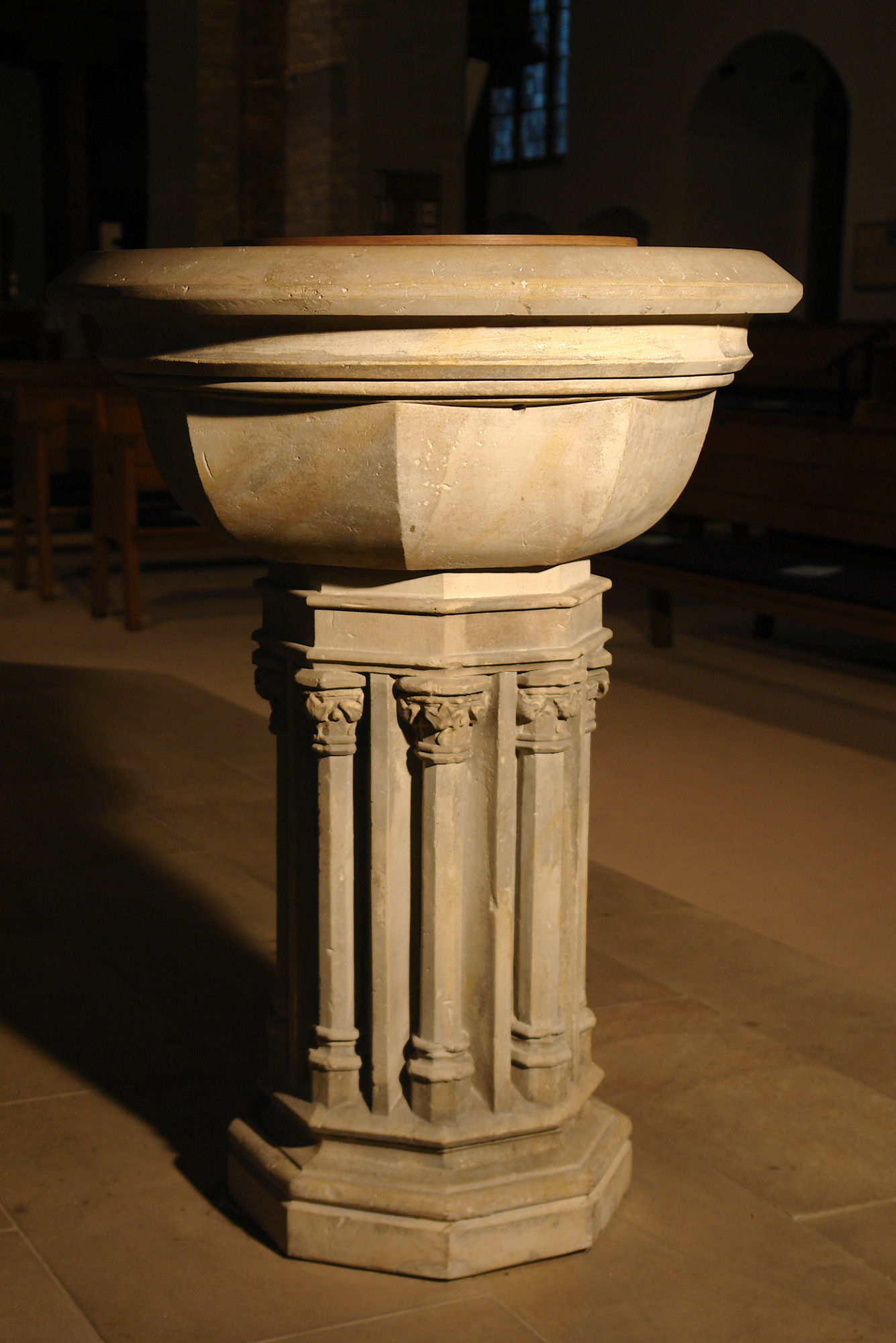
Chrzcielnica.
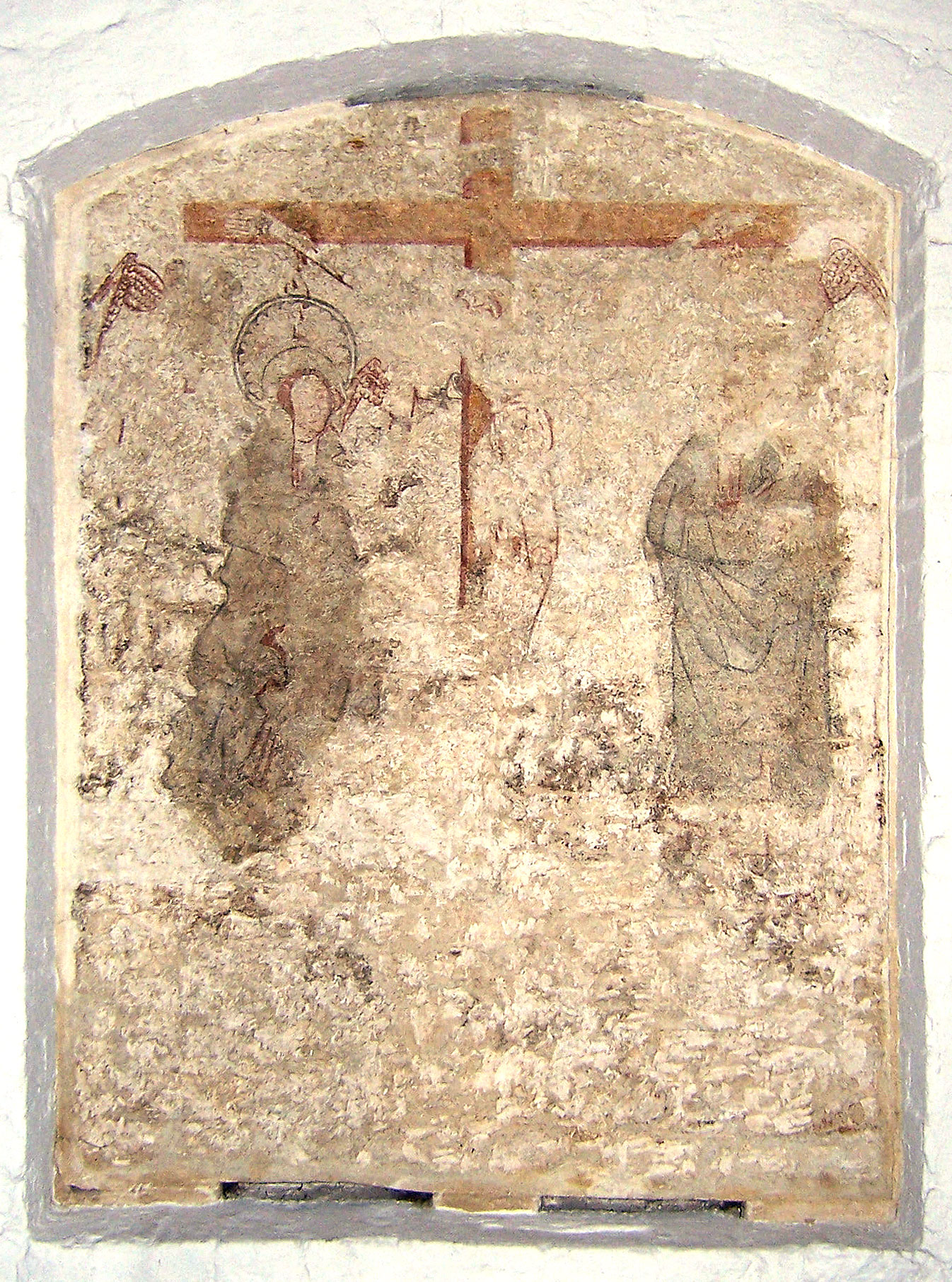
Fresk (ok. 1300).

## Dom Neandera i studnia św. Jakuba

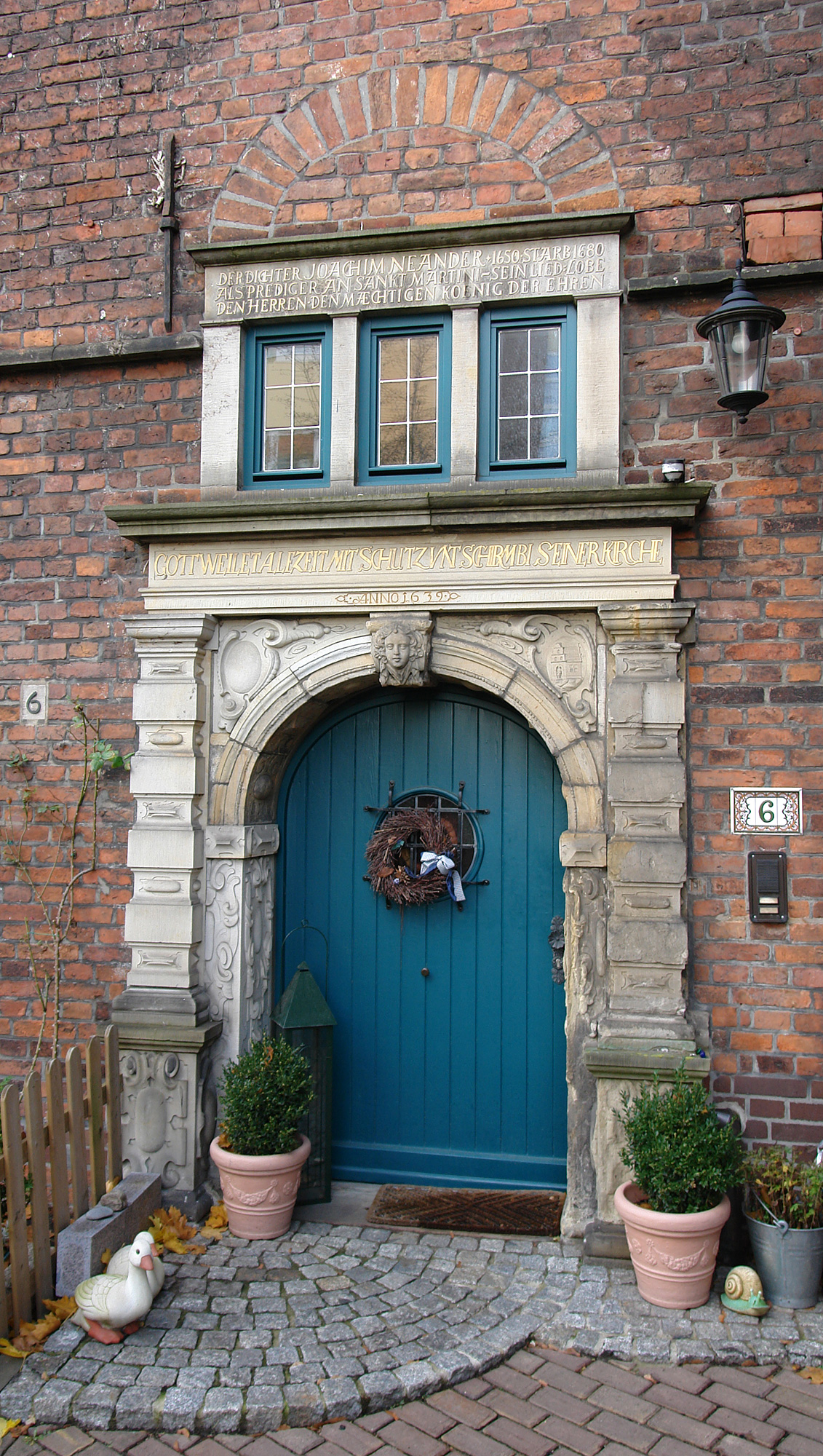
Portal domu Neandera.

Były dom pastorów, dobudówka z poł. XVI w., przylega do narożnika między nawą południową a prezbiterium. Nazwa dom Neandera pochodzi od jego najsłynniejszego mieszkańca, kaznodziei kościoła św. Marcina, Joachima Neandera. Napis nad wejściem przypomina o nim i o jego znanym chorale:
DER DICHTER JOACHIM NEANDER,*1650, STARB 1680

ALS PREDIGER AN SANKT MARTINI, SEIN LIED: LOBE

DEN HERREN, DEN MAECHTIGEN KOENIG DER EHRE.
Zachowana inskrypcja ANNO 1639 pozwala datować powstanie portalu na ten właśnie rok; na dodanym później węgarze zakończonym półkolistą archiwoltą znalazła się następująca sentencja:
GOTT WEILET ALEZEIT MIT SCHUTZ UNT SCHIRM BI SEINER KIRCHE
Przed frontem domu Neandera ustawiono w 1957 kopię studni św. Jakuba z figurą Świętego. Średniowieczny oryginał (ok. 1490), który stał w pobliżu zajazdu św. Gertrudy, został poważnie zniszczony podczas drugiej wojny światowej i znajduje się obecnie w Krajowym Muzeum Sztuki i Historii Kultury w Bremie (Focke-Museum). Figura św. Jakuba jest co roku przyozdabiana kwiatami przez Stowarzyszenie św. Jakuba (niem. Jacobus-Gesellschaft).
Muszlę, znak rozpoznawczy Drogi św. Jakuba, nosi pomnik św. Jakuba stojący w Ogrodzie Biblijnym przy katedrze.

## Życie duchowe w kościele św. Marcina

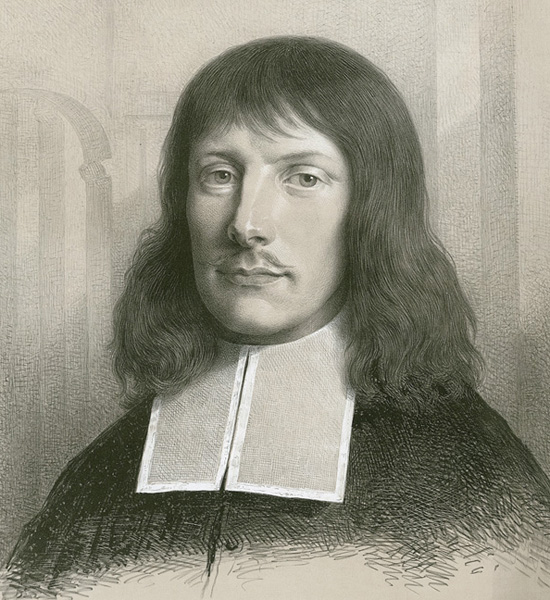
Joachim Neander (1650–1680), jeden z najsłynniejszych kaznodziejów w historii kościoła św. Marcina.

Około 1524 – czyli w siedem lat po przybiciu przez Marcina Lutra 95 tez na drzwiach kościoła w Wittenberdze i w trzy lata po zebraniu Reichstagu w Wormacji – Johann Timann z Amsterdamu w Niderlandach wszedł na ambonę kościoła św. Marcina i wygłosił po raz pierwszy luterańskie kazanie. W 1534 Timann sporządził, po raz pierwszy w Bremie, reformacyjny porządek kościelny (niem. Kirchenordnung), zatwierdzony następnie przez Lutra. Timann nawiązał i w kolejnych latach utrzymywał ścisłe kontakty z reformacyjnymi środowiskami w Niderlandach. W 1618/1619 kaznodzieja Ludwig Crocius podpisał razem z innymi kanony z Dort, opracowane dla Bremy postanowienia synodu holenderskiego kościoła reformowanego, w których odzwierciedlenie znalazła nauka o predestynacji innego reformatora religijnego, Jana Kalwina.
Po nastaniu reformacji w życiu wspólnoty parafialnej ws. Marcina ścierały się różne protestanckie poglądy na wiarę. Znanym kaznodziejami okresu pietyzmu byli Theodor Undereyck (1670–1693) i Joachim Neander (1679–1680). Gottfried Menken i Georg Treviranus reprezentowali w XIX w. tzw. biblicyzm, czyli dosłowne, konserwatywne objaśnianie słów zawartych w Biblii). Georg Treviranus był poza tym współzałożycielem kilku ruchów religijnych w łonie niemieckiego protestantyzmu:
- Innere Mission – XIX-wiecznego ruchu wśród niemieckich ewangelików, mającego na celu ożywienie chrześcijaństwa,
- Evangelische Allianz – ewangelicznej organizacji charytatywnej, oraz
- Deutscher Evangelischer Kirchentag (1848–1872) – ruchu powstałego jako reakcja na wydarzenia Wiosny Ludów w 1848.

Prowadził on również konfirmacje w północnych Niemczech.
W 1867 następca Treviranusa, pastor Moritz Schwalb, dokonał zwrotu, prezentując liberalną a później nawet radykalną teologię o zabarwieniu socjalistycznym. Ten kierunek był kontynuowany również w XX w. przez pastorów Alberta Kalthoffa i Emila Feldena. Kalthoff zaprosił w 1904 amerykańską kaznodziejkę i bojowniczkę o równouprawnienie kobiet Annę Howard Shaw do wygłoszenia serii kazań w kościele św. Marcina. Shaw została tym samym pierwszą w historii kobietą, która wygłosiła kazanie w kościele w Niemczech

## Kościół św. Marcina dzisiaj

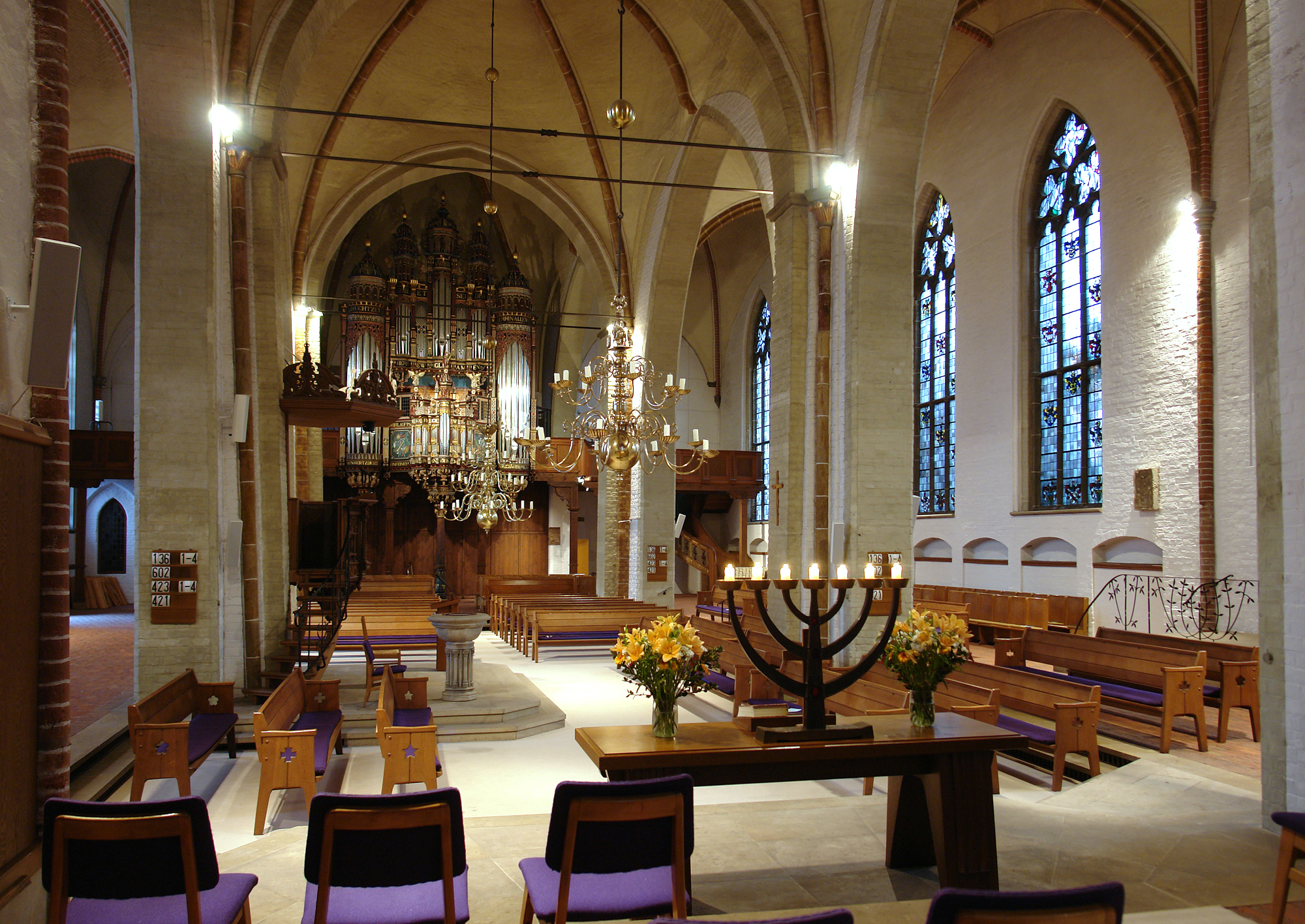
Wnętrze kościoła św. Marcina – widok na emporę organową. Na pierwszym planie – stół ołtarzowy.

### Wspólnota parafialna św. Marcina
Zgodnie z długą, protestancką tradycją wspólnoty parafialne Ewangelicko-Luterańskiego Kościoła Krajowego Bremy, członka Kościoła Ewangelickiego w Niemczech, nadal cieszą się samodzielnością w sprawach wiary, sumienia i wolności nauczania. Jako parafia o poglądach konserwatywnych, jeśli chodzi o teologie, reprezentuje ona głoszenie słowa „autentycznego, biblijnego”. W 1979 parafia przyjęła Katechizm Heidelberski oraz trzy kościelne wyznania wiary: apostolski symbol wiary, atanazjańskie wyznanie wiary i nicejsko-konstantynopolitańskie wyznanie wiary. W 1934 parafia podpisała Deklarację z Barmen wyrażając w ten sposób swój sprzeciw wobec Adolfa Hitlera i polityki III Rzeszy.
Parafia św. Marcina odrzuca kapłaństwo i ordynację kobiet. Zarząd kościoła powołuje się w tym miejscu na statut parafii, który stwierdza w rozdziale VII. Służba w i dla parafii [2]: „...Powołanie na urząd parafialny zgodnie z wykładnią Pisma św. zawartą w 1. Liście św. Pawła do Tymoteusza: „Nauczać zaś kobiecie nie pozwalam ani też przewodzić nad mężem, lecz [chcę, by] trwała w cichości” (1 Tm 2,12). Doprowadziło to w czerwcu 2008 do tego, iż pastorce Sabine Kurth z Bremy-Walle nie zezwolono podczas ceremonii pogrzebowej wejść na ambonę ani na mównicę i wygłosić kazania. Ta rygorystyczna praktyka odsuwania kobiet od posługi kapłańskiej w parafii św. Marcina odpowiada teologicznym założeniom programowym byłego proboszcza kościoła św. Marcina, emerytowanego profesora Staatsunabhängige Theologische Hochschule Basel, Georga Huntemanna, który uważał, że praktyka wyświęcania kobiet na księży będzie prowadzić do podziałów wewnątrz współczesnego chrześcijaństwa.
Osobliwość Ewangelicko-Luterańskiego Kościoła Krajowego Bremy: parafia św. Marcina jako jedyna wprowadziła obowiązek pokrycia kosztów ślubu przez narzeczonych, którzy nie są członkami parafii. Poza tym parafia z zasady i bez wysłuchania zainteresowanych par odrzuca błogosławieństwo związków osób tej samej płci.
Zmarłemu członkowi wspólnoty parafialnej, który wprawdzie „był członkiem kościoła ewangelickiego, ale ewidentnie odrzucił Jezusa Chrystusa lub jawnie go znieważył” grozi odmowa kościelnej ceremonii pogrzebowej. Parafia proponuje jednak w takim wypadku, że pastor „otoczy opieką duszpasterską członków rodziny zmarłego”

### Działalność religijna i kulturalna
Nabożeństwo połączone ze chrztem ma miejsce w każdą niedzielę o godz. 10:00; w święta kościelne także o innych porach. Równolegle z nabożeństwami odbywają się również nabożeństwa dla dzieci.
Stunde der Kirchenmusik należy do inscenizacji muzycznych realizowanych we współpracy z Hochschule für Künste Bremen. Obok muzyki organowej prezentowana jest również muzyka religijna z udziałem śpiewaków i instrumentalistów.
Kościół w niektóre dni tygodnia można zwiedzać także przed południem. Należy jednak uprzednio zgłosić ten zamiar w kancelarii parafialnej.

### Zarząd kościoła
Sprawami kościoła św. Marcina kieruje organ wykonawczy, składający się z trzech inwestorów, wybranych przez zarząd kościoła. Zespół ten realizuje decyzje konwentu i zarządu kościoła. Co roku jeden z członków zespołu rotacyjnie przejmuje urząd przewodniczącego. Jest on rzecznikiem parafii wobec opinii publicznej, przewodniczy posiedzeniom organu wykonawczego, zarządu kościoła oraz konwentu kościelnego.

## Pastorzy kościoła św. Marcina
Znani pastorzy kościoła św. Marcina i okres ich posługi duszpasterskiej:
- Johann Timann (1525–1557), w 1534 sporządził pierwszy reformacyjny porządek kościelny (Kirchenordnung) dla Bremy.
- Ludwig Crocius (1610–1628), podpisał – razem z innymi – opracowane w 1618/1619 dla Bremy Kanony z Dort.
- Philipp Caesar (1628-1630), w 1616 kaznodzieja w kościele św. Ansgara, profesor Gymnasium Illustre w Bremie.
- Theodor Undereyck (1670–1693), ojciec duchowy pietyzmu w ewangelicyzmie reformowanym.
- Joachim Neander (1679–1680), twórca chorału Lobe den Herren, den mächtigen König der Ehren
- Gottfried Menken (1811–1825), wybitny przedstawiciel tzw. teologii ożywienia.
- Georg Treviranus (1814–1866), współzałożyciel Innere Mission, Evangelische Allianz i Deutscher Evangelischer Kirchentag (1848–1872).
- Moritz Schwalb (1867–1894), aktywny działacz na rzecz teologii liberalnej.
- Albert Kalthoff (1888–1906), współzałożyciel i pierwszy przewodniczący związku Deutscher Monistenbund.
- Emil Felden (1907–1933), teolog, socjalistyczny i pacyfistyczny polityk i pisarz.
- Johannes Oberhof (1948–1950), teolog, religijny socjalista, usunięty z urzędu z powodu działalności politycznej.
- Georg Huntemann (1957–1958, 1974–1987), emerytowany profesor etyki i apologetyki, doktor teologii i filozofii.
- Wolfgang Wehovsky (1958-1974), członek Kościoła Wyznającego w okresie międzywojennym, przedstawiciel Ewangelicko-Luterańskiego Kościoła Krajowego Bremy w radzie programowej Radio Bremen.
- Jens Motschmann (1987–2007) konserwatywno-reformowany teolog i publicysta.
- Olaf Latzel – pastor parafii św. Marcina od 2 grudnia 2007.